# FC Matera
Maillots
Le FC Matera est le club de football de la ville de Matera, chef-lieu de la province de même nom, située en Basilicate.

## Changements de nom
- 1933-1936 : Unione Sportiva Matera
- 1936-1945 : Associazione Sportiva Materana
- 1947-1949 : Circolo Sportivo Matera
- 1948-1958 : Associazione Sportiva Matera Calcio
- 1958-1959 : Libertas Matera
- 1959-1961 : Polisportiva Matera
- 1961-1963 : Libertas Matera
- 1963-1988 : Foot Ball Club Matera
- 1988-1989 : Pro Matera Sport
- 1989-1995 : Matera Sport
- 1995-1998 : Polisportiva Matera
- 1998-2002 : Associazione Sportiva Materasassi
- 2002-2012 : Football Club Matera
- 2012-2014 : Associazione Sportiva Dilettantistica Matera Calcio
- 2014-2019 : Società Sportiva Matera Calcio
- 2019-2021 : Unione Sportiva Dilettantistica Matera Calcio 2019
- 2021-2022 : Unione Sportiva Dilettantistica Matera Grumentum
- 2022-2025 : FC Matera